# Коджадере (приток на Вардар)
Коджадере, още Коджа дере, Купа или Изворската река (на гръцки: Μέγα Ρέμα, Мега рема или Κοτζά Ντερέ, на мъгленорумънски: Trap di Genes, на турски: Kocadere, в превод и турското и гръцкото име означават Голяма река), е река в Егейска Македония, Гърция. Реката извира от планината Паяк (Пайко) и се движи в красиви смесени широколистни гори, преди да достигне най-голямата река на Македония, Вардар.

## Местоположение
Реката извира от северните склонове на Паяк, на границата между Кукушко и Мъглен и се движи на изток през Кукушко, минавайки южно от село Купа, където образува красиви водопади. След това се придвижва на югоизток и стига до изкуственото Минно езеро (Лимни Металиу). Оттам минава на север от Извор (Пиги), завива постепенно на североизток и след серия меандри се влива във Вардар в пролома Циганска клисура, северозападно от Ореховица (Певкодасос). Общата му дължина достига около 30 km.
Реката е бърза с непрекъснато и голямо количество вода, което се движи между стръмни склонове, създавайки последователни меандри. По течението на реката, по склоновете на Паяк, могат да се намерят разпръснати развалини на мостове от старата Коджадеренска теснолинейка, която е действала в района, за обслужване на сребърните мини, съществували близо до Люмница (Скра).

## Водосборен басейн
→ ляв приток, ← десен приток
- → Извор (Вали ди Извори)
- ← Казанджи дере
- ← Вале Рати
- ← Река (Вале Дулуни, Вели ди Река, Вати Рема)
- ← Бамби дол
- → Курт (Бостанлък)
- → Карамица
- ← Студена вада

## Флора и фауна
Растителността на района включва преходната зона от вечнозелени към листопадни широколистни. В горните части има букове и разпръснати единични черни борове. В основното течение на реката растат красиви смесени гори от елши, чинари, габри, обикновени водни габри, брястове, върби, явори, хвойни, различни дъбове, тополи, дрян, орехи, кестени, лески, лаври, бъз и сарсапарили. От недървесните видове най-важните са черноморската ведрица (Fritillaria pontica), камбанката Campanula formanekiana, петровият кръст (Lilium martagon), синтенисовата перуника (Iris sintenisii), елвезиевото кокиче (Galanthus elwesii), левурдата (Allium ursinum), гъстолистната тлъстига (Sedum dasyphyllum), едноцветният напръстник (Digitalis grandiflora), турското зарасличе (Symphytum ottomanum), теменугата Viola riviniana, луковичната каменоломка (Saxifraga bulbifera), горското чадърче (Calystegia sylvatica), полската паламида (Cirsium arvense), обикновената гвачка (Monotropa hypopitys), малката мурава (Pyrola minor), обикновената блатия (Lythrum salicaria), плюскавичето Silene radicosa, Aristolochia longa, Astragalus depressus, камбанката Campanula versicolor, Pulmonaria rubra, Ajuga chamaepitys. Също така в района има много видове орхидеи като червения главопрашник (Cephalanthera rubra), дълголистния главопрашник (Cephalanthera longifolia), широколистния дремлик (Epipactis helleborine), недоразвития лимодорум (Limodorum abortivum), истинската гнездовка (Neottia nidus-avis), овалния тайник (Neottia ovata), зеленоцветната платантера (Platanthera chlorantha), обикновения анакамптис (Anacamptis pyramidalis), пурпурния салеп (Orchis purpurea), заобленолистния салеп (Orchis mascula), обикновената пърчовка (Himantoglossum caprinum), торбестия дланокоренник (Dactylorhiza saccifera), бледия салеп (Orchis pallens), Ophrys oestrifera bicornis и пчелоносното бръмбарче (Ophrys apifera).
Фауната на птиците е богата и се състои от много важни видове. От хищниците тук се срещат орли змияри, осояди, белоопашати мишелови, обикновени мишелови, големи ястреби, късопръсти ястреби, соколи скитници, малки ястреби, керкенези, соколи орко, бухали, горски улулици и кукумявки. В близост до реката живеят планински стърчиопашки, водни косове, сини синигери, сивогуши завирушки, черешарки, големи пъстри кълвачи, зелени кълвачи, европейски козодои, гривяци, гургулици, качулати синигери, южни славеи, ливадни бъбрици, горски бъбрици, дроздове, имелови дроздове, горски бекаси, жълтоглави кралчета, червеноглави кралчета, големи белогуши коприварчета, орехчета, градински червеноопашки, горски зидарки, матовоглави синигери, дългоопашати синигери, червеногърби сврачки, черночели сврачки, сойки, зеленогуши овесарки, сивоглави овесарки и жълти овесарки.
Фауната на влечугите включва обикновени тритони, саламандри, жълтокоремни бумки, гръцки жаби, крастави жаби, шипоопашата костенурки, същински слепоци, ивичести гущери, стенни гущери, стрелушки, леопардови смоци, медянки, смоци стрелци и отровници.
Районът е див и в него живеят много видове бозайници. Има вълци, които често се спускат в низините. Други видове бозайници са сърни, лисици, диви свине, видри, язовци, невестулки, златки, зайци, обикновени сънливци, горски сънливци и катерици, а понякога и мечки.
Рибната фауна на реката е еднакво богата и включва повечето видове, които живеят в река Вардар, като блескавци (Alburnoides bipunctatus), мряната Barbus balcanicus, вардарският скобар (Chondrostoma vardarense), Gobio bulgaricus, Pachychilon macedonicum, Romanogobio elimeius, македонски речни кефали (Squalius vardarensis), вардарски щипок (Cobitis vardarensis), гулеш (Barbatula barbatula), пелагонийска пъстърва (Salmo pelagonicus). Фауната на потока се допълва от сладководни раци и криви раци.